# Kyoryu Sentai Zyuranger
Kyōryū Sentai Zyuranger (japanisch 恐竜戦隊ジュウレンジャー alt. Kyōryū Sentai Jūrenjā, deutsch „Dinosaurier-Schwadron“) ist eine Tokusatsu-Fernsehserie und die sechzehnte Auflage der Super Sentai-Franchise. Sie wurde von den Firmen Toei und Bandai produziert und lief auf dem japanischen Sender TV Asahi vom 21. Februar 1992 bis zum 12. Februar 1993 mit 50 Folgen. Sie war die erste Super-Sentai-Serie, die einen regulären Sechsten Ranger besaß, und auch die erste, die das Konzept von gigantischen, lebendigen Robotern einführte – ein Konzept, das seitdem häufig in der Franchise verwendet wird. Es war auch die erste Super-Sentai-Serie, die in Amerika umgesetzt und als Mighty Morphin Power Rangers ausgestrahlt wurde. In allen drei Staffeln wurden die Zyuranger-Kostüme der Mighty Morphin Power Rangers verwendet und als Originalkostüme der Power Rangers eingesetzt, während das Dragon-Ranger-Kostüm in das Kostüm des Green Ranger eingearbeitet und während der ersten und der zweiten Staffel verwendet wurde.

„Seit zwei Jahrzehnten produzieren die Toei-Studios in Japan Versionen dieser allgegenwärtigen Power Rangers - und solange es Kinder gibt, werden sie weitermachen.“

## Handlung
„Vor Hunderten von Millionen von Jahren, im Zeitalter der Dinosaurier, wurden in der heutigen Zeit 5 Krieger wiederbelebt!“

Vor 170.000.000 Jahren lebten fünf uralte menschliche Stämme unter dem Schutz der Guardian Beasts zusammen mit den Dinosauriern. Dies endete, als die böse Hexe Bandora wegen des Todes ihres Sohnes Kai einen Krieg gegen die Dinosaurier begann. Bandora entschied, dass der einzige Weg, Kai’s Tod zu rächen, darin bestand, ihre Seele an Dai-Satan zu verkaufen, eine böse, fast eisähnliche Hauptkreatur, die immense Macht hatte und die später in der Serie von Bandora beschworen werden konnte. Am Ende wurden die fünf Stämme zerstört und die Dinosaurier starben aus. Die Guardian Beasts besiegelten Bandora und ihre Diener auf dem Planeten Nemesis, bevor sie in den Winterschlaf gingen. 1992 kehrte Nemesis in die Erdumlaufbahn zurück. Zwei Astronauten, die den Planeten erforschen, haben sie und ihre Schergen versehentlich aus ihrem Gefängnis entlassen. Da Bandora freigelassen wurde, zog sich ihr Erzfeind, der mysteriöse Weise Barza in seine unterirdische Höhle 2000 Meter unter dem Wohnhaus zurück, wo er als Front arbeitete. Dort belebte er die fünf Heiligen Krieger der Gerechtigkeit, die er bewacht hatte und die sich in einer schwebenden Animation befanden, um bei Bedarf geweckt zu werden. Diese fünf gehörten jeweils zu den alten menschlichen Stämmen, die mit den Dinosauriern zusammenlebten. Mit Hilfe der Guardian Beasts kämpften die Zyurangers gegen Bandora und ihre Dora-Monster. Später in der Serie, nachdem sich die fünf an die Neuzeit gewöhnt hatten, erzählt der große Bruder des Anführers Geschichten von Eifersucht und Rache.

## Figuren

### Zyuranger
- Geki: Prinz des Yamato-Stammes, Krieger der Gerechtigkeit und Anführer der Zyuranger. Am Anfang nahm er seine Leader-Rolle nicht ernst, jetzt setzt er auf Freundschaft und Teamwork. Sein Wächter ist der T-Rex, und seine Farbe ist Rot.
- Goushi: Ritter des Sharma-Stammes und Krieger der Weisheit. Trotz seines seriösen Aussehens besitzt er Herzenswärme und ein sonniges Gemüt. Sein Wächter ist das Mammut, und seine Farbe ist Schwarz.
- Dan: Ritter des Etoffe-Stammes und Krieger des Mutes. Er verhält sich sehr kindisch und hilft gern, doch übertreibt er es manchmal. Sein Wächter ist der Triceratops, und seine Farbe ist Blau.
- Boi: Ritter des Dime-Stammes und Krieger der Hoffnung. Für sein Alter ist er sehr reif und auch der agilste Mitglied des Teams. Sein Wächter ist der Säbelzahntiger, und seine Farbe ist Gelb.
- Mei: Prinzessin des Lithia-Stammes und Kriegerin der Liebe. Trotz ihres jungen Alters besitzt sie einen starken Sinn für Verantwortung. Ihr Wächter ist der Pterodactylus, und ihre Farbe ist Pink.